# 홀스타인 (소)

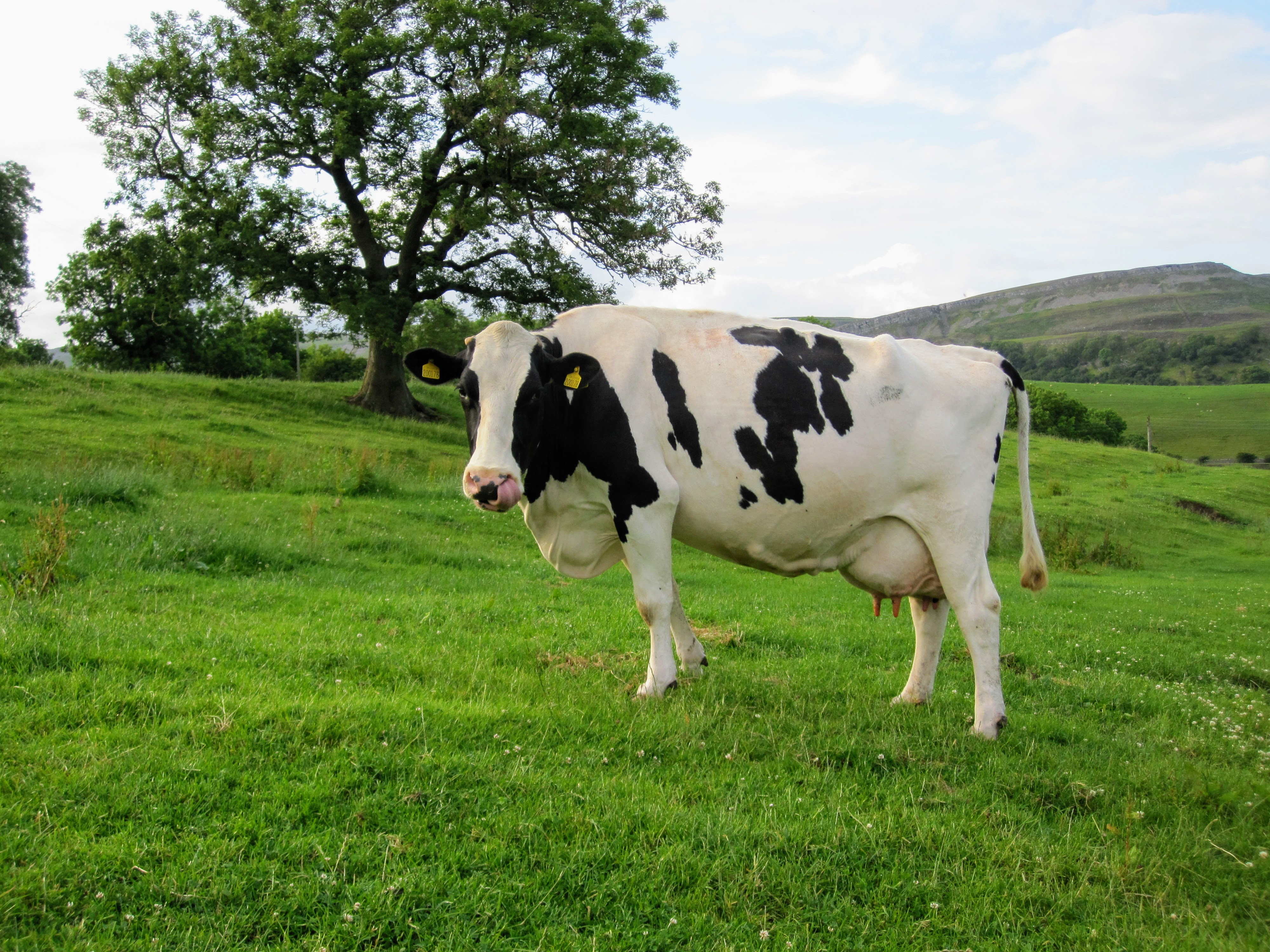
홀스타인

홀스타인(Holstein Friesians)은 유용종·식용 소의 한 품종이다. 특히 젖소 품종으로 유명하다. 홀스타인(Holsteins)이라는 명칭은 독일 북부의 홀슈타인에서 유래한 것이지만, 홀슈타인 지방과는 관계가 없으며, 네덜란드 프리슬란트 지방 원산이다. 네덜란드 라인강 하류의 부족들이 2000년 전부터 기르던 것을 후세에 이 지역에서 개량한 것이다. 이 때문에 북미에서는 홀스타인으로 영국, 아일랜드 등 일부 영어권에서는 프리지안(Friesians)으로 알려져 있다.
암컷 홀스타인 종의 연평균 우유 생산량은 5,000∼6,000㎏로, 젖소 중 가장 많으며 몸집도 큰 암소가 650㎏, 큰 수소가 1,000㎏ 정도로 가장 크다. 최근 개량으로 우유 생산량도 늘어나는 개체가 등장하고 있다. 그러나 이 종의 소에서 생산된 우유의 지방 함량은 3.2％로 낮은 편이다.
홀스타인 종은 기후에 대한 적응력이 강하고 성질이 온순하며, 우유 생산량이 젖소 품종 중에서도 가장 많아 세계 여러 나라에 가장 폭넓게 퍼져 있으며, 대한민국에서도 널리 기르고 있다. 하얀 바탕에 검은 무늬가 곳곳에 나 있는 모습으로 특별히 구분된다. 우유 생산을 목적으로 기르는 젖소는 사실 다른 색깔을 가진 것도 많이 있으나, 대한민국에는 이 품종의 젖소가 거의 대부분을 차지하고 있어 젖소 하면 얼룩무늬를 한 이 품종의 것이 젖소를 대표하는 것으로 여겨지고 있다. 대한민국에서 홀스타인 종은 1960년대 이전에는 소량 있었으나, 그 이후 외국에서 본격적으로 도입한 후 번식에 성공하여 우유 소비의 증대와 함께 전국적으로 널리 퍼졌다. 한편 이 종의 암컷은 우유 생산으로 널리 활용되나, 수컷은 대체로 식용(고기용)으로 길러 도축한다. 현재 대한민국에서 수컷 홀스타인은 도축되어 가공육으로 쓰이거나 '육우'라는 이름의 고기소로 팔리는데, 이것을 수명이 다한 암컷 젖소를 도축한 젖소고기로 오해하는 경우가 많다.